# ایگور کولاکوویچ
ایگور کولاکوویچ (به صربی: Игор Колаковић)؛ (زادهٔ ۴ ژوئن ۱۹۶۵) بازیکن سابق و مربی والیبال اهل مونته‌نگرو است. وی در سال‌های ۲۰۰۶ تا ۲۰۱۴ سرمربی تیم ملی والیبال مردان صربستان بود و از سال ۲۰۱۷ تا ۲۰۲۰ نیز سرمربی تیم ملی والیبال مردان ایران بود. او هم اکنون برای دومین دوره سرمربی تیم ملی والیبال صربستان است.

## زندگی شخصی
همسر ایگور، سندرا، مربی فعلی و بازیکن سابق تیم ملی هندبال زنان صربستان است. ایگور دارای لیسانس مدیریت بازرگانی از دانشکده اقتصاد دانشگاه مونته‌نگرو است و در سال ۱۹۸۹ از این دانشگاه فارغ‌التحصیل شد. پسر ایگور، الکسا کولاکویچ بازیکن تیم هندبال سنت رافائل ور فرانسه است.

## دوران بازیکنی
او والیبال بازی کردن را از سن ۱۴ سالگی در باشگاه پودگوریکا آغاز کرد و تا سال ۱۹۸۷ نیز در همین تیم به بازی کردن ادامه داد و سپس به پارتیزان بلگراد رفت و با این تیم دو بار قهرمانی و یک بار نایب قهرمانی لیگ یوگسلاوی، دو بار قهرمانی جام حذفی این کشور و یک بار مدال نقره لیگ قهرمانان اروپا را به دست آورد.
کولاکوویچ از سال ۱۹۹۱ تا ۱۹۹۷، چند بار بین تیم‌های پودگوریکا و پارتیزان بلگراد جابه‌جا شد و سرانجام تصمیم به بازنشستگی از دنیای بازی گرایی گرفت.
وی در زمان بازی حرفه ای پاسور بود.

## دوران مربیگری
همانند دوران بازیگری، پودگوریکا نخستین تیمی بود که کولاکوویچ در دوران مربیگری نیز در آن حضور یافت. او از سال ۲۰۰۰ تا ۲۰۰۸ هدایت این تیم را بر عهده گرفت و یک قهرمانی و دو نایب قهرمانی لیگ یوگسلاوی، دو قهرمانی لیگ مونته‌نگرو، سه قهرمانی جام حذفی یوگسلاوی و دو قهرمانی جام حذفی مونته‌نگرو را تصاحب کرد.
درخشش کولاکوویچ در رده باشگاهی باعث شد هدایت تیم ملی صربستان نیز به او پیشنهاد شود. او از سال ۲۰۰۶ تا ۲۰۱۴ سرمربیگری این تیم را عهده‌دار شد و عملکرد موفقی هم در این تیم داشت. ای‌سی‌اچ والی یک تیم باشگاهی در اسلوونی دیگر تیم کولاکوویچ بود که دو قهرمانی لیگ را نیز با او کسب کرد. وی از سال ۲۰۱۳ تا ۲۰۱۶ نیز هدایت آ.اس. کن را در پرو آ بر عهده داشت. وی در سال ۲۰۱۴ به عنوان بهترین مربی سال ورزش کشور صربستان انتخاب شد.
کولاکوویچ در ابتدای سال ۲۰۱۷ به عنوان سرمربی تیم ملی والیبال مردان ایران انتخاب شد. او در سال ۲۰۲۲ سرمربیگری تیم ملی صربستان را پذیرفت و هم‌اکنون هدایت این تیم را برعهده دارد.

## دست‌آوردها

### به عنوان مربی
باشگاهی:
- ۲۰۰۰  جام یوگوسلاو، با بودوچناست پودگوریتسا
- ۲۰۰۲ - ۲۰۰۵ - ۲۰۰۶  لیگ برتر والیبال صربستان، با بودوچناست پودگوریتسا
- ۲۰۰۶/۷ - ۲۰۰۷/۸  لیگ والیبال مونته‌نگرو، با بودوچناست پودگوریتسا
- ۲۰۰۶/۷ - ۲۰۰۷/۸  جام حذفی مونته‌نگرو، با بودوچناست پودگوریتسا
- ۲۰۱۱ - ۲۰۱۲  لیگ برتر اسلوونی، با ای‌سی‌اچ والی

ملی:
- ۲۰۰۷  قهرمانی اروپا، با  صربستان
- ۲۰۰۸  لیگ جهانی والیبال، با  صربستان
- ۲۰۰۹  لیگ جهانی والیبال، با  صربستان
- ۲۰۱۰  لیگ جهانی والیبال، با  صربستان
- ۲۰۱۰  قهرمانی جهان، با  صربستان
- ۲۰۱۱  قهرمانی اروپا، با  صربستان
- ۲۰۱۳  قهرمانی اروپا، با  صربستان
- ۲۰۱۷  جام بزرگ قهرمانان جهان، با  ایران
- ۲۰۱۸  بازی‌های آسیایی ۲۰۱۸، با  ایران
- ۲۰۱۹  قهرمانی آسیا، با  ایران

### انفرادی
- ۲۰۰۲ - بهترین مربی مونته‌نگرو به انتخاب روزنامه پوبیدا
- ۲۰۰۵ - بهترین مربی والیبال صربستان و مونته‌نگرو در رای‌گیری روزنامه ورزشی اسپورتسکی ژورنال
- ۲۰۰۶ - بهترین مربی والیبال صربستان و مونته‌نگرو در رای‌گیری روزنامه ورزشی اسپورتسکی ژورنال
- ۲۰۰۶ - موفق‌ترین مربی شهر پودگوریتسا به انتخاب وزیر ورزش شهرداری پودگوریتسا
- ۲۰۱۱ - مربی سال صربستان